# Apogon amboinensis
Apogon amboinensis es una especie de pez de la familia de los apogónidos en el orden de los perciformes.

## Morfología
Los machos pueden alcanzar los 7 cm de longitud total.

## Distribución geográfica
Se encuentran desde las costas del archipiélago de Zanzíbar (Tanzania) hasta el sudeste de Asia, Japón, Taiwán, Filipinas, Nueva Guinea, Islas Salomón y Nueva Caledonia.